# Mitrastemon matudae
Mitrastemon matudae là một loài thực vật có hoa trong họ Mitrastemonaceae. Loài này được Yamam. mô tả khoa học đầu tiên năm 1936.